# Fangernes dilemma
Fangernes dilemma er et spil med ufuldstændig information. Spillet spilles af to personer, som hver kan vælge at samarbejde med eller forråde den anden. Dilemmaet er følgende:
To mistænkte er blevet anholdt af politiet. De to personer holdes adskilt, så de ikke kan kommunikere. Politiet har ikke beviser nok til at få dem dømt for deres grove forbrydelse, men de kan få de mistænkte fængslet i et halvt år for en mindre forbrydelse. Politiet giver hver at de mistænkte dette valg: De kan vælge at forråde den anden eller holde mund. Hvis begge holder mund, får de hver et halvt års fængsel, hvis den ene forråder den anden og den anden holder mund, slipper forræderen fri og den anden får ti års fængsel, og hvis begge forråder den anden, får de hver fem års fængsel. Skal de mistænkte forråde den anden, eller skal de holde mund?
Til højre ses det samme dilemma skrevet op som et udbyttematrix. Det ses, at uanset hvad den anden fange gør, får man den korteste straf, hvis man forråder den anden. Men hvis begge forråder den anden, får begge fem års fængsel, hvilket er værre for begge parter end det halve års fængsel, de ville få hvis begge holdt mund.
Dette spil (dvs. dette udbyttematrix) kendes også fra mange virkelige situationer. Et eksempel på dette er våbenkapløb, hvor to lande bliver nødt til at fortsætte våbenkapløbet fordi det andet land gør, men det bedste for begge lande ville være at våbenkapløbet stoppede. Et andet eksempel kommer fra cykelløb: To cykelryttere er i udbrud, og begge skal vælge om de vil tage føringer. Hvis ingen tager føringer (svarer til at forråde) mister de tid til feltet, og hvis kun én tager føringer, får den anden en fordel. Forskellen på dette og fangernes dilemma er at deltagerne her kan kommunikere sammen under spillet.